# Viola spegazzinii
Viola spegazzinii är en violväxtart som beskrevs av Wilhelm Becker. Viola spegazzinii ingår i släktet violer, och familjen violväxter. Inga underarter finns listade i Catalogue of Life.